# Denso Airybees
Denso Airybees – żeński klub piłki siatkowej z Japonii. Został założony w 1972 roku z siedzibą w mieście Nishio. 

## Sukcesy
Liga japońska - V.League:
- 2008
- 1997, 2005, 2010, 2012

## Zagraniczne siatkarki w drużynie
| Lata gry  | Imię i nazwisko       | Pozycja               |
| --------- | --------------------- | --------------------- |
| 2024-     | Amanda Coneo          | przyjmująca           |
| 2023-     | Rosamaria Montibeller | atakująca             |
| 2022-2023 | Neriman Özsoy         | przyjmująca           |
| 2021-2022 | Roslandy Acosta       | przyjmująca           |
| 2020-2021 | Kathryn Plummer       | przyjmująca           |
| 2018-2020 | Sinead Jack-Kısal     | środkowa              |
| 2016-2018 | Christiane Fürst      | środkowa              |
| 2014-2016 | Mia Jerkov            | przyjmująca           |
| 2013-2014 | Indre Sorokaitė       | przyjmująca           |
| 2012-2013 | Ivana Nešović         | atakująca             |
| 2011-2012 | Bethania de la Cruz   | przyjmująca           |
| 2010-2011 | Lisvel Eve-Castillo   | środkowa, przyjmująca |
| 2009-2010 | Chaïne Staelens       | przyjmująca           |
| 2007-2009 | Cindy Rondón          | środkowa              |